# Partido Socialdemócrata Obrero de Alemania
El Partido Socialdemócrata Obrero de Alemania (en alemán: Sozialdemokratische Arbeiterpartei Deutschlands, abreviado como SDAP) fue un partido político alemán de ideología socialista y marxista fundado en Eisenach en 1869, un año antes del nacimiento del Imperio Alemán, y que en 1875 se fusionó en el Congreso de Gotha con la lassalleana Asociación General de Trabajadores de Alemania para fundar el Partido Socialista Obrero de Alemania (SAPD), que en 1891 cambiaría su nombre por el de Partido Socialdemócrata de Alemania (SPD).
Con frecuencia sus miembros eran denominados como eisenachianos.

## Historia

### Orígenes y desarrollo
En junio de 1863, a las pocas semanas de la fundación de la Asociación General de Trabajadores de Alemania (ADAV), presidida e inspirada por Ferdinand Lasalle, nació en Frankfurt una organización alternativa con el nombre de Federación de Asociaciones Obreras Alemanas (Vereinstag Deutscher Arbeitervereine, VDAV). Poco tiempo después se integró en ella el periodista seguidor de Marx Wilhelm Liebknecht quien en 1865 incorporó a la VDAV a August Bebel, un destacado líder obrero de Sajonia con quien había trabado una gran amistad. Ambos desplegaron una amplia campaña de oposición a la política de Otto von Bismarck y en las elecciones de agosto de 1867 al parlamento prusiano resultaron elegidos diputados.
En septiembre de 1868 la Federación celebró un Congreso en Nuremberg en el que manifestó su voluntad de adherirse al programa de la Primera Internacional, y en junio del año siguiente un grupo disidente de la ADAV encabezado por Wilhelm Bracke propuso a la VDAP la formación de un partido único de los trabajadores. Así fue como nació en el Congreso de la VDAP celebrado en Eisenach en agosto de 1869 el Partido Socialdemócrata Obrero de Alemania (Sozialdemokratische Arbeiterpartei Deutschlands, abreviado como SDAP).
El programa del SDAP, que en el momento de su fundación contaba con unos diez mil afiliados, se basó en el preámbulo de los estatutos de la Primera Internacional y adoptó algunos principios marxistas, aunque sin abandonar ciertas concepciones lassalleanas como la defensa de las cooperativas de producción. La dirección del partido la asumió una comisión de cinco miembros presidida por Bracke, con sede en Braunschweig, y se comenzó a editar un periódico impreso en Leipzig con el título de Volksstaat bajo la influencia de Bebel y Liebknecht. Las secciones alemanas de la Internacional se integraron en el SDAP y se consolidaron los vínculos con el Consejo General de la Internacional de Londres dirigido por Karl Marx.
En junio de 1870 se celebró en Stuttgart el segundo congreso del SDAP en el que se asumieron las tesis de la Internacional aprobadas en el Congreso de Basilea celebrado el año anterior, que incluían la nacionalización de la tierra y de los medios de producción, lo que supuso la ruptura definitiva con las fuerzas no obreras democráticas. Esta decisión le hizo perder influencia entre las Arbeiterverein del sur de Alemania, pero la ganó entre los obreros de las fábricas y de las minas.
Tras la Comuna de París de 1871 la ideología marxista del SDAP se reforzó especialmente gracias al impacto que tuvo la publicación de La guerra civil en Francia de Marx en el que analizaba las razones del fracaso del movimiento revolucionario parisino. Asimismo en el Volksstaat aparecieron varios artículos de Engels en los que criticó el reformismo pequeñoburgués y por su parte Bebel escribía en prisión los ensayos Cristianismo y socialismo y La guerra alemana de los campesinos. De hecho un sector del partido comenzó a criticar el punto del programa más claramente "lassalleano": la defensa de las cooperativas de producción con la ayuda del Estado.

### Der Volksstaat
La prensa fue un elemento clave de la estrategia política del SDAP y el periódico del partido —primero llamado Demokratisches Wochenblatt (Semanario Democrático), y más tarde Der Volksstaat (Estado del Pueblo)— fue editado por el propio Liebknecht. El periódico fue publicado en Leipzig desde el 2 de octubre de 1869 al 23 de septiembre de 1876. El partido aún no tenía sus propias impresoras, pero Liebknecht era ambicioso en sus esfuerzos para promover sus publicaciones a gran escala como herramientas educativas para los trabajadores. Aunque la mayoría de los temas de Der Volksstaat se componían en gran parte sobre la situación política alemana, Liebknecht intentó todo lo posible para incluir ensayos sobre teoría política, transcripciones de conferencias académicas, e incluso un poco de ficción popular.

### El Congreso de Gotha de 1875 y el nacimiento del SAPD
A pesar de sus diferencias, el SDAP y la ADAV de Lassalle compartían una interpretación en gran parte idéntica del socialismo. La similitud era lo suficientemente grande como para significar que los dos estaban vigilados rutinariamente y eran considerados igualmente sospechosos por las autoridades. Los dos partidos estaban compitiendo por la misma audiencia en la clase obrera, y lo hacían de forma simultánea con varias organizaciones liberales más moderadas. La distinción clave entre las posiciones de todos los grupos era su nivel de compromiso con el derecho a la huelga.
La competencia entre las facciones moderadas y radicales alcanzó un punto de ebullición cuando el SDAP y la ADAV de Lassalle finalmente se fusionaron para formar un frente unido. En una convención en Gotha en 1875, el nuevo partido pasó a llamarse Partido Socialista Obrero de Alemania (en alemán: Sozialistiche Arbeiterpartei Deutschlands, o SAPD). El resultante Programa de Gotha era una mezcla de las ideas socialistas y capitalistas liberales. A pesar de que satisfacía en gran medida a las convenciones, las nuevas políticas fueron denunciaaos por Karl Marx en su ensayo mordaz Crítica del programa de Gotha (1875).
A pesar de su posición relativamente moderada, la organización del SAPD fue considerada subversiva y oficialmente prohibida por el imperio alemán en virtud de las leyes antisocialistas de 1878. En virtud de la proscripción, los miembros del partido siguieron organizándose con éxito. Después de que la prohibición fue levantada en 1890, se rebautizaron a sí mismos como el Partido Socialdemócrata de Alemania (Sozialdemokratische Partei Deutschlands, o SPD) y aumentaron en las urnas. Para las elecciones parlamentarias de 1912, el SPD —descendiente directo de la pequeña SDAP— se había convertido en el partido más grande en Alemania.

## Legado

Logo del SPD

Aunque el SDAP se disolvió después de una breve vida útil de tan sólo seis años, fue un catalizador esencial en la creación del primer partido laborista de importancia en Alemania. Después del final de la Segunda Guerra Mundial, los miembros del SPD en Alemania del Este se vieron obligados a unir fuerzas con el Partido Comunista de Alemania para formar el Partido Socialista Unificado de Alemania (SED), que gobernó la República Democrática Alemana durante 41 años, y que pagó tributo regular a su progenitor marxista. En Alemania Occidental, el SPD se convirtió en uno de los dos grandes partidos y sigue ejerciendo una gran influencia en la era posterior a la reunificación. Todavía remonta su linaje hasta el SDAP en Gotha y Eisenach.